# Sierra de San Vicente
Die Comarca Sierra de San Vicente ist eine der zehn Comarcas in der Provinz Toledo der autonomen Gemeinschaft Kastilien-La Mancha.
Sie umfasst 21 Gemeinden auf einer Fläche von 765,92 km² mit dem Hauptort Pepino.

## Gemeinden
| Gemeinde                      | Einwohner (2024) | Fläche km² | Dichte Einw./km² | Cod INE | Postleitzahl |
| ----------------------------- | ---------------- | ---------- | ---------------- | ------- | ------------ |
| Almendral de la Cañada        | 345              | 33,64      | 10               | 45011   | 45631        |
| Buenaventura                  | 377              | 35,77      | 11               | 45022   | 45634        |
| Cardiel de los Montes         | 390              | 24,31      | 16               | 45035   | 45642        |
| Castillo de Bayuela           | 921              | 37,27      | 25               | 45043   | 45641        |
| Cazalegas                     | 2.098            | 29,48      | 71               | 45045   | 45683        |
| Cervera de los Montes         | 495              | 31,69      | 16               | 45049   | 45637        |
| Garciotum                     | 215              | 22,69      | 9                | 45068   | 45643        |
| Hinojosa de San Vicente       | 380              | 31,05      | 12               | 45074   | 45645        |
| La Iglesuela del Tiétar       | 451              | 69,09      | 7                | 45079   | 45633        |
| Marrupe                       | 162              | 10,50      | 15               | 45093   | 45636        |
| Mejorada                      | 1.385            | 46,09      | 30               | 45097   | 45622        |
| Montesclaros                  | 365              | 20,58      | 18               | 45105   | 45620        |
| Navamorcuende                 | 599              | 110,86     | 5                | 45114   | 45630        |
| Nuño Gómez                    | 171              | 16,89      | 10               | 45120   | 45644        |
| Pelahustán                    | 331              | 44,37      | 7                | 45131   | 45918        |
| Pepino                        | 3.259            | 45,83      | 71               | 45132   | 45638        |
| El Real de San Vicente        | 981              | 53,91      | 18               | 45144   | 45640        |
| San Román de los Montes       | 2.112            | 44,85      | 47               | 45154   | 45646        |
| Sartajada                     | 100              | 15,40      | 6                | 45159   | 45632        |
| Segurilla                     | 1.378            | 22,80      | 60               | 45160   | 45621        |
| Sotillo de las Palomas        | 183              | 18,85      | 10               | 45164   | 45635        |
| Comarca Sierra de San Vicente | 16.698           | 765,92     | 22               | –       | –            |